# Sulfolobus islandicus filamentous virus
Espèce
Sulfolobus islandicus filamentous virus (SIFV) est un des virus infectant les archées de la famille des Lipothrixviridae au sein de l'ordre des Ligamenvirales. Il infecte l'archée hyperthermophile et acidophile Sulfolobus islandicus.
SIFV a un génome linéaire formé d'ADN double-brin long de 40 825 paires de bases, ce qui en fait le génome le plus long retrouvé chez les lipothrixvirus. Les virions sont des filaments enveloppés d'environ 2 micromètres de long. La nucléocapside est formée de deux protéines de capside paralogue, qui entourent étroitement le génome. Remarquablement, la déshydratation de l'ADN génomique par les principales protéines de capside le transforme d'ADN B en ADN A.

## Référence biologique
- (en) ICTV : Sulfolobus islandicus filamentous virus  (consulté le 24 janvier 2021)